# 14 Aquilae
14 Aquilae, som är stjärnans Flamsteed-beteckning, är en spektroskopisk dubbelstjärna belägen i den mellersta delen av stjärnbilden Örnen, som också har Bayer-beteckningen g Aquilae. Den har en kombinerad skenbar magnitud på ca 5,42 och är svagt synlig för blotta ögat där ljusföroreningar ej förekommer. Baserat på parallax enligt Gaia Data Release 2 på ca 5,5 mas, beräknas den befinna sig på ett avstånd på ca 590 ljusår (ca 182 parsek) från solen. Den rör sig närmare solen med en heliocentrisk radialhastighet av ca -39 km/s och beräknas ligga inom ett avstånd av 136 ljusår från solen om ca 3,5 miljoner år.

## Egenskaper
Primärstjärnan 14 Aquilae A är en blå till vit underjättestjärna av spektralklass B9 IV. Den har en massa som är ca 3,3 solmassor, en radie som är ca 2 solradier och utsänder ca 214 gånger mera energi än solen från dess fotosfär vid en effektiv temperatur av ca 9 900 K.